# Sans Souci (La Réunion)
Pour les articles homonymes, voir Sans Souci.
Sans Souci est un lieu-dit de l'île de La Réunion, département et région d'outre-mer français dans le sud-ouest de l'océan Indien. Il constitue un quartier de la commune de Saint-Paul dans le nord du territoire communal et au nord-est du centre-ville.